# جون باول
جون باول (بالإنجليزية: John Powell)‏ (و. 1925 – 2009 م) هو نفساني، وعالم عقيدة، وكاتِب، من الولايات المتحدة الأمريكية، ولد في شيكاغو، توفي عن عمر يناهز 84 عاماً.